# Seillans
Seillans é uma comuna francesa na região administrativa da Provença-Alpes-Costa Azul, no departamento de Var. Estende-se por uma área de 88,66 km². Em 2010 a comuna tinha 2 704 habitantes (densidade: 30,5 hab./km²).
Pertence à rede das As mais belas aldeias de França.